# Anopheles aquasalis
Anopheles aquasalis é um mosquito, hospedeiro e transmissor da malária, são comumentes encontrados no litoral, devido a sua preferência por águas com alguma salinidade, preferência esta que deu origem a seu nome. Ocorrendo no litoral Atlântico entre Peruíbe, em São Paulo, até a Costa Rica e no lado Pacífica da Costa Rica até Golfo de Guaiaquil, no Equador e nas Antilhas Menores, em Trinidad e Tobago. Podem ser encontrados mais para o intrerior em locais mas sempre associados a solos ricos em cloreto. A sua distribuição limitada pelo fator salinidade, pois é mais favoravel para o desenvolvimento de suas larvas ambientes com teor relativamente elevado de cloreto de sódio do que de água doce, preferindo ambientes de águas paradas e salobras sendo os terrenos temporariamente inundados pelas águas do mar e as poças e valas formadas na época das chuvas em solos salgados são os locais mais prováveis encontra-lo. Tem preferencia por picar animais do que o homem, com atividade principalmente no período crepuscular e preferencialmente fora da moradia humana. Se descute a possibilidade seja um complexo de espécies crípticas e é vetor secundário da filariose bancroftiana no Brasil.

## Referência bibliográfica
- Consoli RAGB, Lourenço-de-Oliveira R. (1994). "Principais mosquitos de importância sanitária no Brasil" (PDF)  . Editora Fundação Instituto Oswaldo Cruz, Rio de Janeiro, Brasil.